# Freddy Raphaël
Pour les articles homonymes, voir Raphaël.
Freddy Raphaël, né le 27 juin 1936 à Colmar en Alsace, est un sociologue français d’origine juive alsacienne. Il est professeur émérite de sociologie à l’Université de Strasbourg.

## Éléments de biographie

### Enfance et jeunesse
Freddy Raphaël est né le 27 juin 1936 à Colmar. Sa grand-mère et sa mère sont originaires de Turckheim dans le Haut-Rhin et il est le fils d’un marchand de bestiaux.
Il passe sa petite enfance à Phalsbourg jusqu’à l’âge de trois ans et demi. Pendant la Seconde Guerre mondiale, lors de l’évacuation de l’Alsace, il se réfugie avec sa mère à Clermont-Ferrand puis à La Voulte-sur-Rhône puis, à partir de 1943, à Lentilly, un hameau où il se cache jusqu’à la fin de la guerre grâce à l’aide de religieux. Son père est  prisonnier de guerre en Haute Silésie dans un camp pour soldats juifs.
À la fin de la guerre, sa famille revient à Phalsbourg : « Le retour à Phalsbourg fut douloureux. Nous avons retrouvé l’appartement familial vide, nos objets et notre mobilier ayant été “récupéré” par des voisins… Ils avançaient comme excuse pour avoir pris ces objets : “On pensait que vous ne reviendriez pas ! ” ».
Il poursuit sa scolarité au collège Erckmann-Chatrian, puis après avoir obtenu son baccalauréat, entreprend des études de lettres supérieures en hypokhâgne et en khâgne, au lycée Fustel-de-Coulanges, puis à la faculté des lettres de Strasbourg. Il s’engage au sein de l’Union des étudiants juifs de France (UEJF), et y occupe des responsabilités nationales. Il participe dès  1957 au Colloque des intellectuels juifs de langue française (CIJLF), où il côtoie des hommes qui l’ont « beaucoup impressionné, comme Emmanuel Levinas ou Vladimir Jankélévitch ».

### Carrière universitaire
Freddy Raphaël obtient un Capes d’anglais mais échoue à l’agrégation. Il devient professeur d’anglais dans le secondaire pendant douze ans, à Saint-Avold puis au lycée Pasteur de Strasbourg.
Il se tourne ensuite vers des études de philosophie, de psychologie et de sociologie et soutient une thèse de doctorat de 3e cycle de sociologie en traduisant et publiant une édition critique du « Judaïsme antique » de Max Weber. En 1967-1968 il obtient un poste d’assistant auprès de Julien Freund à la faculté de sociologie, et prépare une thèse d’État de sociologie qu’il soutient sur Le judaïsme et le capitalisme chez Max Weber et Werner Sombart.
Freddy Raphaël a été pendant quinze ans le doyen de la faculté des Sciences sociales de Strasbourg à l’Université Marc-Bloch.
Directeur scientifique de la Revue des sciences sociales jusqu’en 2016, il a dirigé le Laboratoire de Sociologie de la Culture européenne, et a publié de nombreux ouvrages de recherche, principalement sur l’histoire et la sociologie du judaïsme.
Il a été administrateur et vice-président de la Communauté israélite de Strasbourg. Il est le président d’honneur de la Société d’Histoire des Israélites d’Alsace et de Lorraine (SHIAL).

## Publications
Liste non exhaustive
- Judaïsme et capitalisme, Paris, Presses universitaires de France, 1982.  (ISBN 978-2130374749)
- La cuisine juive en Alsace : Histoire et Traditions, illustrations de Lise Herzog. Éditions La Nuée bleue, 2005.  (ISBN 978-2716506717)
- Freddy Raphaël, Les Juifs d'Alsace et de Lorraine de 1870 à nos jours, Paris, Albin Michel, 2018, 256 p. (ISBN 2226439188)
- Freddy Raphaël, Rire pour réparer le monde. L’humour des Juifs d’Alsace et de Lorraine, Strasbourg, La Nuée Bleue, 2021, 132 p. (ISBN 2716509107)

### Ouvrages collectifs, direction d’ouvrages
- Juifs en Alsace - culture, société, histoire avec Robert Weyl. Éditions Privat collection Franco-Judaïca. Toulouse, 1977.
- Regards nouveaux sur les Juifs d’Alsace avec Robert Weyl. Librairie Istra/Éditions des Dernières Nouvelles. Strasbourg, 1980.  (ISBN 978-2219002204)
- L’imagerie juive en Alsace, Mémoire plurielle de l’Alsace avec Geneviève Herberich-Marx. Strasbourg, 1991.
- Catholiques, protestants, juifs en Alsace, avec René Epp, Marc Lienhard. Édition Alsatia, 1992.  (ISBN 2-70-320199-0)
- Mémoire de pierre, mémoire de papier, avec Geneviève Herberich-Marx. Presses Universitaires de Strasbourg, 2002.  (ISBN 978-2868202154)
- La condition juive en France : La tentation de l’entre-soi, avec Dominique Schnapper et Chantal Bordes-Benayoun. Presses universitaires de France, collection Le lien social, 2009.  (ISBN 978-2130567073)
- Catholiques, protestants, juifs en Alsace, avec René Epp, Marc Lienhard. Édition Alsatia, 1992.  (ISBN 2-70-320199-0)
- Le Judaïsme alsacien - Histoire, patrimoine, traditions ; ouvrage collectif réalisé sous la direction de Freddy Raphaël, Éditions La Nuée bleue, Strasbourg, 1999.
- Regards sur la culture judéo-alsacienne - des identités en partage. Actes du colloque de la SHIAL, ouvrage collectif réalisé sous la direction de Freddy Raphaël. Éditions La Nuée bleue, Strasbourg, 2000.  (ISBN 978-2-7165-0568-0)
- Juifs d’Alsace au XXe siècle : ni ghettoïsation - ni assimilation, direction scientifique : Freddy Raphaël, textes de Richard Aboaf, Jean-Camille Bloch, Anny Bloch-Raymond, Jean Daltroff, Claire Descomps, Philippe E. Landau, Didier Francfort, Aude Grégoire, Jacquot Grunewald, Françoise Job, Alain Kahn, Jean-Pierre Lambert, Lucien Lazare, Ehud Loeb, Freddy Raphaël, Michel Rothé, Astrid Ruff, Malou Schneider, Léon Strauss, Barbara Weill et Gilbert Weil. La Nuée Bleue, Strasbourg 2014.  (ISBN 978-2-7165-0844-5)
- La construction de l’ennemi, de Reinhard Johler, Freddy Raphaël & Patrick Schmoll, Éditions de l’Ill, Strasbourg, 2019 (première éd. 2009), sur le site de l’éditeur

### Traductions
- Max Weber (trad. Freddy Raphaël), Le Judaïsme antique, vol. 31, Paris, Plon, coll. « Recherches en sciences humaines », 1971, 615 p.
- Selma Stern, L’Avocat des Juifs. Les tribulations de Yossel de Rosheim dans l’Europe de Charles Quint, traduit et préfacé par Monique Ebstein et Freddy Raphaël, Éditions La Nuée bleue/DNA, Strasbourg 2008.  (ISBN 978-2-7165-0739-4).

### Préface
- Préface de la réédition illustrée des Scènes de la vie juive en Alsace de Daniel Stauben (iconographie Malou Schneider), Éditions Degorce, « Bibliothèque alsacienne », Horbourg-Wihr, octobre 2019  (ISBN 978-2-491262-00-6).

## Distinction
- Commandeur de l'ordre national du Mérite au titre de l’Enseignement supérieur et de la Recherche par décret du 14 novembre 2012[6]. Il était officier du 15 novembre 1999.

## Prix
- Prix Albéric-Rocheron de l’Académie française en 1978 avec Robert Weyl pour leur ouvrage Juifs en Alsace - culture, société, histoire.
- Prix Toutain de l’Académie française en 1981 avec Robert Weyl pour leur ouvrage Regards nouveaux sur les juifs d’Alsace.
- Prix Francine-et-Antoine-Bernheim pour les arts, les lettres et les sciences (2015)
- Grand prix de la Fondation du judaïsme français en 2018[2]
- Bretzel d’or « pour l’ensemble de son travail sur la culture juive et sur la présence des juifs en Alsace »[2]

### Podcast
- Freddy Raphaël : un judaïsme de la lisière, sur Akadem, 23 juillet 2021, 54 min